# Fernando Valderrama Pareja
Fernando Valderrama Pareja (Tetuán, Protectorado español de Marruecos, 23 de mayo de 1951) es un diplomático español.

## Biografía
Hijo del arabista y musicólogo Fernando Valderrama Martínez. 
Tras licenciarse en Derecho, ingresó en la carrera Diplomática (1981) y fue enviado a Adís Abeba.
Ha ocupado los siguientes puestos: empleado en la Presidencia del Gobierno como vocal asesor en el Departamento de Análisis del Gabinete (1983); director general del Gabinete de la Presidencia del Senado (1984); director de Asuntos Políticos de Europa Oriental y Director de Cooperación de Política Europea (1985); asesor ejecutivo en el Gabinete de Secretario de Estado para la Agencia Española de Cooperación Internacional para el Desarrollo y para Iberoamérica (1987); miembro de la Junta de Gobierno de la Escuela Diplomática (1988); director del gabinete técnico de la Agencia Española de Cooperación Internacional (1989); consejero de Embajada y como tal ejerció en la Legación de España en Rabat (1990); director de Relaciones Internacionales del Tribunal de Cuentas y director de la Secretaría General de la Organización Europea de Entidades Fiscalizadoras Supremas -EUROSAL (1992); jefe de la delegación española en la comisión de control de Proyecto de Avión Europeo de Combate (noviembre de 1992).
Posteriormente ha sido: Consejero en la Embajada de España en Tel Aviv, Israel (1994-1996); consejero en la Embajada de Luxemburgo (1997-abril de 2000); Segundo Jefe a la Embajada de España en Irak (abril de 2000-octubre de 2002). En octubre de 2002 renunció como Segundo Jefe a la Embajada de España en Irak por discrepancias con el Gobierno de José María Aznar respecto "al contencioso iraquí". 
Fue embajador de España en la República Oriental del Uruguay (2004-2008); y embajador de España en Rusia (2018-2021).
| Predecesor: 1996: Ricardo Peidró | Embajador español en Montevideo 9 de julio de 2004-2009 | Sucesor: 2010: Aurora Díaz-Rato Revuelta |